# تجمع بدو ربب (بروم ميفع)

تعديل مصدري - تعديل

تجمع بدو ربب هي إحدى قرى عزلة بروم بمديرية بروم ميفع التابعة لمحافظة حضرموت، بلغ تعداد سكانها 57 نسمة حسب تعداد اليمن لعام 2004.